# Mein Odem ist schwach

Mein Odem ist schwach (BWV 222) est une cantate de Johann Ernst Bach attribuée précédemment à Johann Sebastian Bach et qui a donc reçu un numéro au catalogue BWV.

## Structure et instrumentation
La cantate est écrite pour deux violons alto, orgue, trois solistes vocaux (soprano, alto, basse) et chœur à quatre voix.
Il y a six mouvements :
1. aria (basse) : Mein Odem ist schwach
2. aria (alto) : O seid mir sehn suchts voll gekusst
3. chœur : Unser Wandel ist im Himmel
4. chœur : Wie du mir, herr, befohlen hast
5. chœur : Lass mich nur, Herr, wie Simeon
6. chœur : Wir aber sind getrost und haben vielmehr Lust